# Carlos Salvador da Áustria
Carlos Salvador da Áustria-Toscana (em italiano: Carlo Salvatore Maria Giuseppe Giovanni Battista Filippo Giacomo Luigi Gonzaga Gennaro Ranieri d'Asburgo-Toscana; Florença, 30 de abril de 1839 – Viena, 18 de janeiro de 1892), foi um membro do ramo toscano da Casa de Habsburgo-Lorena.

## Primeiros anos e carreira
Ele era um arquiduque austriaco, filho de Leopoldo II, Grão-duque da Toscana e da sua segunda esposa, a Princesa Maria Antónia das Duas Sicílias. Era um Tenente-Marechal de campo do Exército Áustro-húngaro.

## Casamento e filhos
Casou-se no dia 19 de Setembro de 1861 em Roma com a sua prima directa, a Princesa Maria Imaculada de Bourbon e Duas Sicílias, filha do seu tio materno, o rei Fernando II das Duas Sicílias, e da sua segunda esposa, a Arquiduquesa Maria Teresa da Áustria.
Juntos tiveram os seguintes filhos:
| Nome                          | Nascimento              | Morte                   | Observações |
| ----------------------------- | ----------------------- | ----------------------- | --- |
| Maria Teresa da Áustria       | 18 de Setembro de 1862  | 10 de Maio de 1930      | casou com o Arquiduque Carlos Estêvão da Áustria; com descendência.                                                                                |
| Leopoldo Salvador da Áustria  | 15 de Outubro de 1863   | 4 de Setembro de 1931   | casado com a Infanta Branca de Espanha; com descendência.                                                                                          |
| Francisco Salvador da Áustria | 21 de Agosto de 1866    | 20 de Abril de 1939     | casou com a Arquiduquesa Maria Valéria da Áustria;com descendência. Casou-se depois com a plebeia Melanie Freiin von Riesenfels; sem descendência. |
| Carolina Maria da Áustria     | 5 de Setembro de 1869   | 12 de Maio de 1945      | casada com Augusto Leopoldo de Saxe-Coburgo e Bragança; com descendência.                                                                          |
| Alberto Salvador              | 22 de Novembro de 1871  | 27 de Fevereiro de 1896 | não se casou nem teve filhos. |
| Maria Antónia                 | 18 de Abril de 1874     | 14 de Janeiro de 1891   | morreu aos 16 anos sem descendência. |
| Maria Imaculada da Áustria    | 13 de Setembro de 1878  | 25 de Novembro de 1968  | casada com o Duque Roberto de Württemberg; sem descendência.                                                                                       |
| Rainer Salvador da Áustria    | 27 de Fevereiro de 1880 | 4 de Maio de 1889       | morreu aos 9 anos; sem descendência. |
| Henriqueta da Áustria         | 20 de Fevereiro de 1884 | 13 de Agosto de 1886    | morreu aos 2 anos de idade; sem descendência. |
| Fernando Salvador da Áustria  | 2 de Junho de 1888      | 28 de Julho de 1891     | morreu aos 3 anos de idade; sem descendência. |